# Leistenstraße 2–8

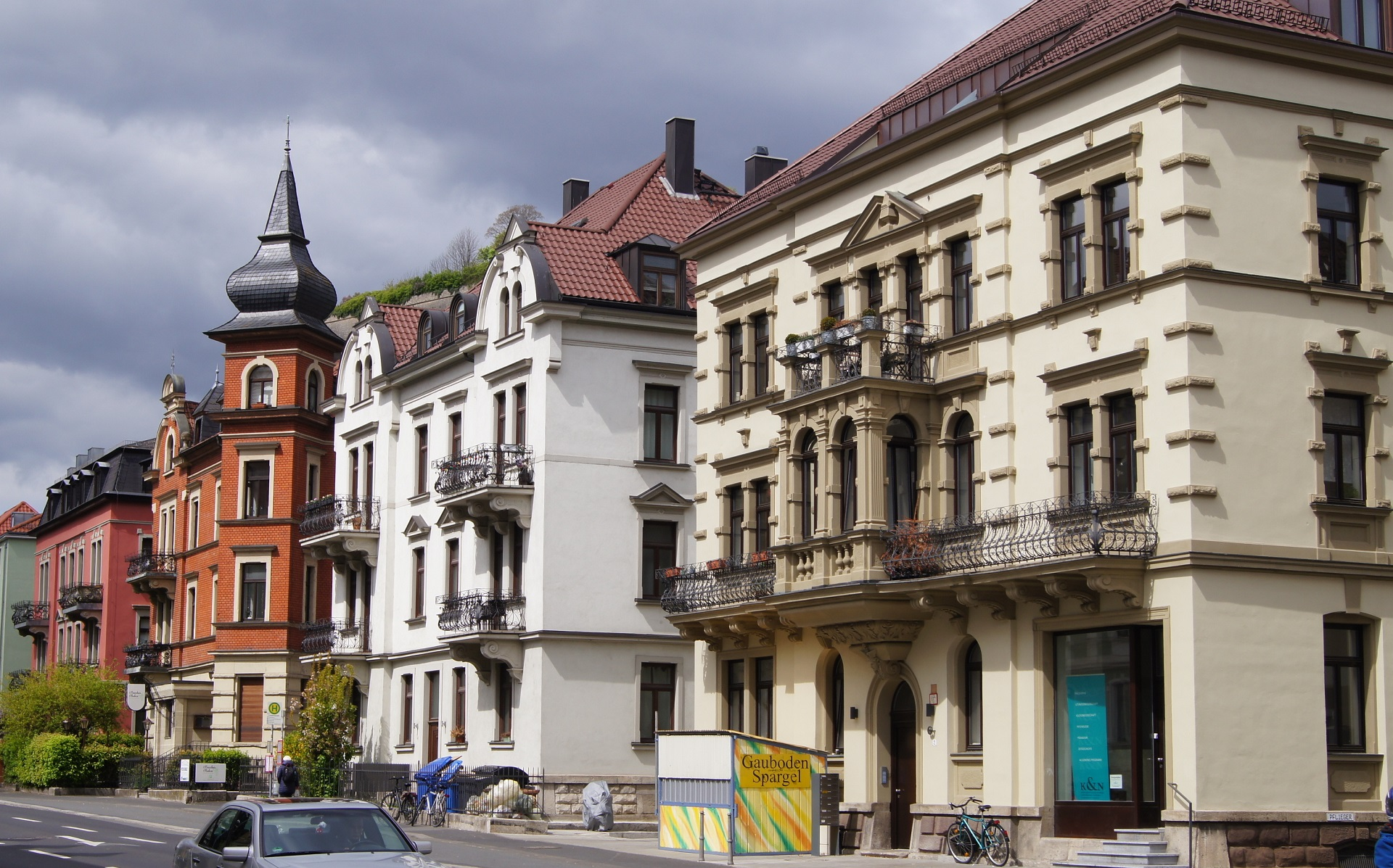
Gesamtansicht

Leistenstraße 2–8 (gerade Hausnummern) bezeichnet vier denkmalgeschützte Mietshäuser im Würzburger Stadtbezirk Steinbachtal. Die Bauten wurden in den 1890er Jahren im Stil des Historismus errichtet.

## Lage
Die Leistenstraße liegt zwischen dem Nikolausberg mit der Wallfahrtskirche Mariä Heimsuchung bzw. Käppele im Süden und den Weinbergen der  Inneren Leiste im Norden, die hinter den Häusern mit gerader Hausnummer zur Festung Marienberg ansteigen.

## Geschichte

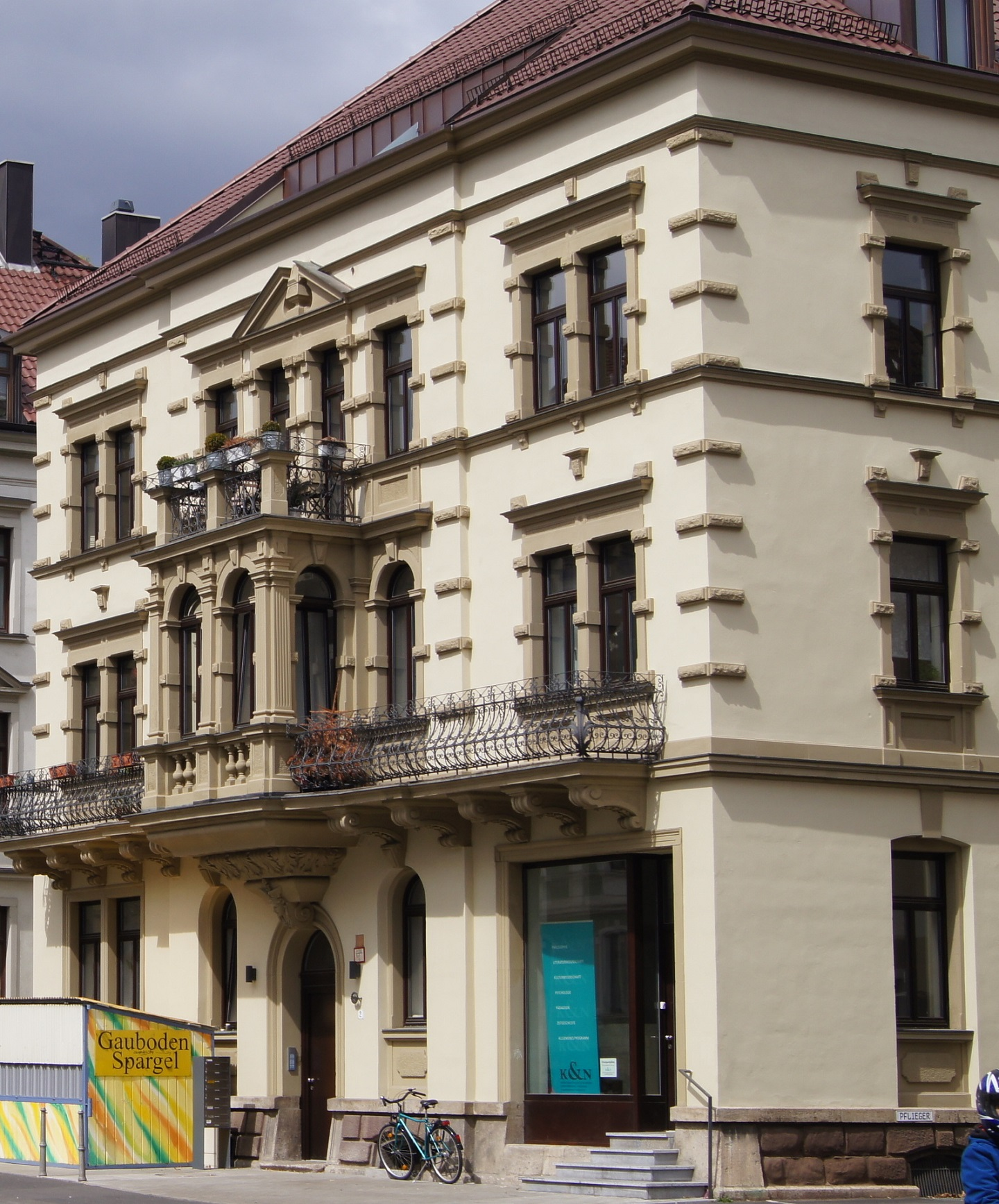
Leistenstraße 2

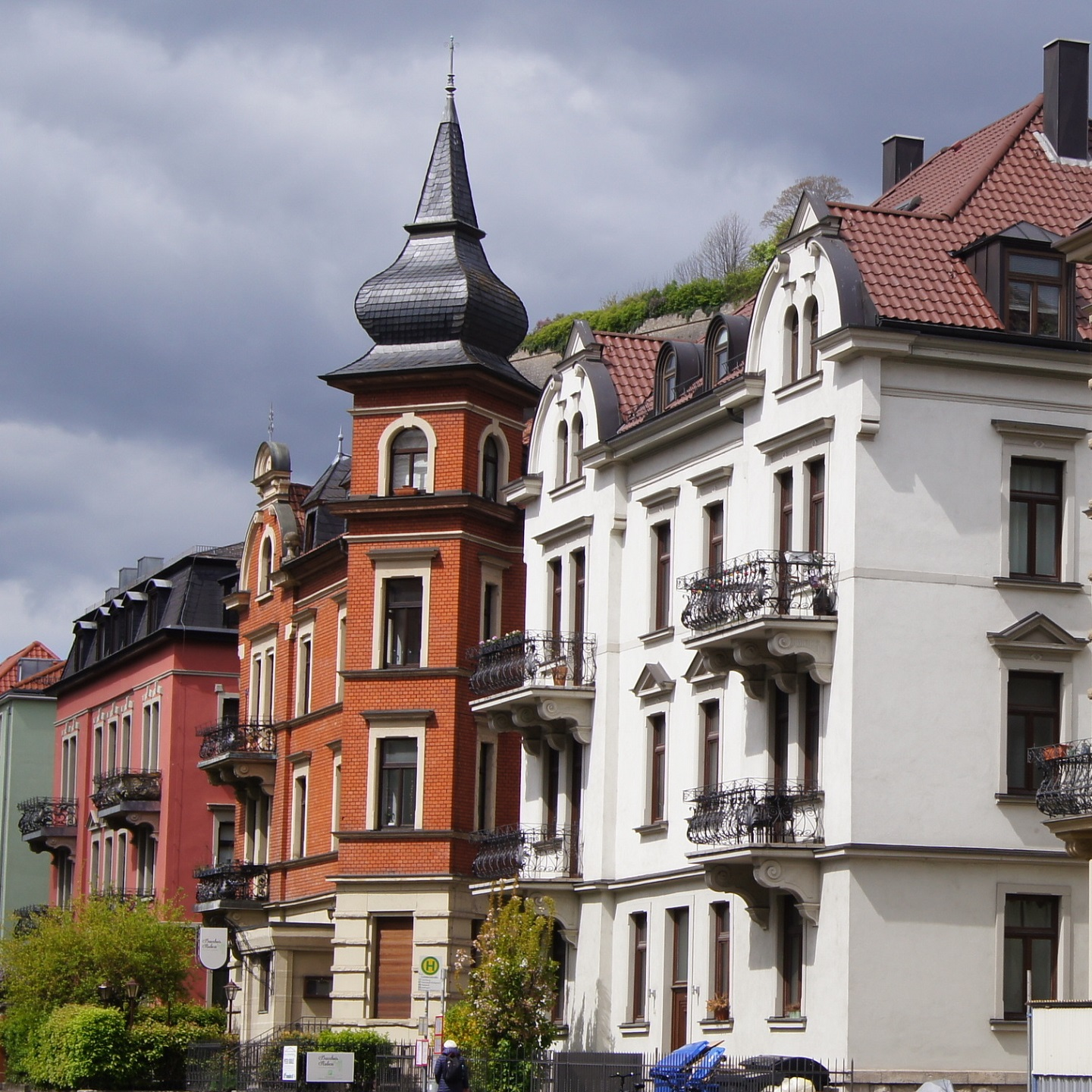
Leistenstraße 4, 6 und 8 (ganz links)

Im August 1895 wurde die Ludwigsbrücke (Löwenbrücke) über den Main dem Verkehr übergeben. In der Folge wurde die Leistenstraße angelegt. In dieser und der Mergentheimer Straße entstanden eine Reihe von Mietshäusern auf dem Westufer des Mains. Auf Basis des bayerischen Denkmalschutzgesetzes vom 1. Oktober 1973 wurden 14 qualitativ wertvolle Mietshäuser in diesem Bereich in die Bayerische Denkmalliste eingetragen. Im 20. Jahrhundert wurde auch der Nikolausberg südlich der Leistenstraße mit Villen und Häusern studentischer Verbindungen bebaut.

## Bauwerke
Die vier Häuser der Leistenstraße 2–8 an der Nordseite sind, wie die ebenfalls denkmalgeschützten gegenüberliegenden fünf Mietshäuser (Nummer 1–9), jeweils dreigeschossige Walmdachbauten im Stil des Historismus. Sie wurden von 1896 bis 1899 errichtet. Die Balkone haben schmiedeeiserne Geländer.
Leistenstraße 2: Das 1896 errichtete Gebäude im Stil der Neorenaissance hat einen mittleren Konsolerker und Putzmauerwerk. Die Fassade mit acht Fensterachsen ist mit Werkstein aufwändig gegliedert. ((Lage))
Leistenstraße 4: Das Gebäude wurde 1896 errichtet. Die sechsachsige Fassade wird durch die Eckrisalite mit vorgesetzten Zwerchblendgiebeln und Balkonen geprägt. Das Putzmauerwerk hat ebenfalls Werksteingliederungen. ((Lage))
Leistenstraße 6: Das 1896 errichtete Mietshaus hat rotes Backsteinmauerwerk mit Werksteingliederung und an der Südwestecke ebenfalls einen Zwerchblendgiebel. Es wird jedoch durch einen Eckturm mit Zwiebelhaube geprägt. ((Lage))
Leistenstraße 8. Das Gebäude wurde 1898 errichtet. Die Eckrisalite der siebenachsigen Fassade tragen Balkone, sind aber flach und weniger ausgeprägt. Das Putzmauerwerk ist mit Werkstein gegliedert. ((Lage))